# Adamit
Adamit er et mineral bestående af zink, arsenat og hydroxid med den kemiske betegnelse Zn2AsO4OH. Mineralet findes typisk i oxiderede og forvitrede lag lige over zinkårer. Ren adamit er farveløs, men man finder den ofte med en gullig farve som følge af et vist jernindhold. Man kan også finde grønlig adamit, hvilket skyldes kobber iblandet mineralet.
- Wikimedia Commons har flere filer relateret til Adamit